# Chillque
Chilque (Chilqui, Chillque), indijanski jezik i grupa malenih plemena Masca, Aco, Papre (Papri, Pabre), Cuyo, i možda još neki,  naseljenih u predhispansko doba u istoimenoj provinciji Chilque na području današnjeg Perua. Oni su po svoj prilici osvojeni od Inka u vrijeme kada su pokorena i plemena Aimara, Umasuyu i Cotapampa. Za njih se kaže da su imali privilegije naroda Inka /"Inca de Privelegio" / i da su govorili quechua (Sefiores, 1904, p. 200; Poma, 1936, pp. 84, 85, 337; Pachacuti, 1879, p. 318.). U provinciji Chilque,  preci Quechua su prema predaji, izašli iz zemlje na površinu.